# Schwedischer Fußballpokal der Männer 2016/17
Der schwedische Fußballpokal 2016/17 (auch Svenska Cupen 2016/17 genannt) war die 61. Austragung des Fußballpokalwettbewerbs der Männer. Die 1. Runde begann am 17. Mai 2016. Das Finale fand am 13. April 2017 in der Jämtkraft Arena von Östersund statt. Titelverteidiger war BK Häcken.
Pokalsieger wurde Östersunds FK. Das Team gewann in ihrem Heimstadion mit 4:1 gegen den IFK Norrköping. Der Sieger qualifizierte sich damit für die 2. Qualifikationsrunde der UEFA Europa League 2017/18. Torschützenkönig wurde mit zehn Toren Karl Holmberg von IFK Norrköping.

## Modus
Die K.-o.-Spiele wurden in einer Begegnung entschieden. Bei unentschiedenem Ausgang gibt es eine Verlängerung von zweimal 15 Minuten und gegebenenfalls ein Elfmeterschießen. In der 1. Runde traten 64 Mannschaften der dritten Spielklasse oder darunter gegeneinander an. Den Siegern wurde in der 2. Runde, jeweils nach Nord und Süd getrennt, ein Verein der Allsvenskan bzw. der Superettan zugelost.
Die 32 Sieger qualifizierten sich für die Gruppenphase. In jeder Gruppe wurden zwei gesetzte und zwei ungesetzte Mannschaften gelost. Dort spielte jedes Team in einer einfachen Runde gegen die anderen drei Gruppengegner. Die Gruppensieger erreichten das Viertelfinale. In allen K.-o.-Runden hatten unterklassige Vereine Heimrecht.

## Teilnehmer
| Fotbollsallsvenskan (16) (Level 1) | Fotbollsallsvenskan (16) (Level 1)                                                                                    | Superettan (16) (Level 2) | Superettan (16) (Level 2) |
| --- | --- | --- | --- |
| - Djurgårdens IF - IF Elfsborg - Falkenbergs FF - Gefle IF - IFK Göteborg - BK Häcken - Hammarby IF - Helsingborgs IF                  | - Jönköpings Södra IF - Kalmar FF - Malmö FF - IFK Norrköping - AIK Solna - GIF Sundsvall - Örebro SK - Östersunds FK | - Ängelholms FF - Åtvidabergs FF - Assyriska FF - Dalkurd FF - Degerfors IF - IK Frej - GAIS Göteborg - Halmstads BK                                                        | - Ljungskile SK - Örgryte IS - IK Sirius - Syrianska FC - Trelleborgs FF - AFC United - Varbergs BoIS - IFK Värnamo                                                       |
| Division 1 (17) (Level 3) | Division 1 (17) (Level 3)                                                                                             | Division 2 (22) (Level 4) | Division 2 (22) (Level 4) |
| - Akropolis IF - IK Brage - IF Brommapojkarna - Enskede IK - BK Forward - FC Höllviken - Kristianstad FC - Landskrona BoIS - IFK Luleå | - Nyköpings BIS - Oskarshamns AIK - Östers IF - Qviding FIF - Team TG FF - Utsiktens BK - Vasalunds IF - Västerås SK  | - Arameisk-Syrianska IF - Boo FK - Eskilsminne IF - Gamla Upsala SK - IK Gauthiod - Grebbestads IF - IS Halmia - Härnösands FF - IFK Hässleholm - Huddinge IF - Karlstad BK | - Lidköpings FK - BKV Norrtälje - FC Rosengård 1917 - Sandvikens IF - Smedby AIS - Söderhamns FF - Sollentuna FF - Torns IF - Torslanda IK - Vänersborgs FK - Vimmerby IF |
| Division 3 (15) (Level 5) | Division 3 (15) (Level 5)                                                                                             | Division 4 (9) (Level 6) | Division 5 (1) (Level 7) |
| - Assyriska IK - Dalhem IF - IFK Falköping - IFK Fjärås - Gnosjö IF - IFK Haninge - Kubikenborgs IF - Myresjö/Vetlanda FK              | - Österlen FF - Täby FK - IFK Tidaholm - IFK Trelleborg - Vänersborgs IF - Västra Frölunda IF - Ytterhogdals IK       | - Åby IF - Enhörna IF - Kållered SK - Onsala BK - Procyon BK - Ronneby BK - SK Sifhälla - Växjö BK - IF Viken                                                               | - IK Klockaretorpet |

## 1. Runde
Teilnehmer: 17 Vereine der Division 1, 22 Vereine der Division 2, 15 Vereine der Division 3, neun Vereine der Division 4 und ein Team aus der Division 5. (Die Ligastufe ist in Klammern angegeben). 
| Datum      |                            | Ergebnis              |                         |
| ---------- | -------------------------- | --------------------- | ----------------------- |
| 17.05.2016 | Sollentuna FK (IV)         | 2:1                   | Vasalunds IF (III)      |
| 01.06.2016 | FC Rosengård 1917 (IV)     | 2:4                   | FC Höllviken (III)      |
| 01.06.2016 | Onsala BK (VI)             | 4:1                   | Västra Frölunda IF (V)  |
| 08.06.2016 | Huddinge IF (IV)           | 2:2 n. V. (2:4 i. E.) | Enskede IK (II)         |
| 08.06.2016 | Åby IF (VI)                | 0:5                   | Nyköpings BIS (III)     |
| 14.06.2016 | IS Halmia (IV)             | 1:4                   | Landskrona BoIS (III)   |
| 15.06.2016 | Gnosjö IF (V)              | 4:2                   | Assyriska IK (V)        |
| 15.06.2016 | Grebbestads IF (IV)        | 3:1                   | Qviding FIF (III)       |
| 15.06.2016 | Procyon BK (VI)            | 0:4                   | Gamla Upsala SK (IV)    |
| 15.06.2016 | Kållered SK (VI)           | 1:5                   | Utsiktens BK (III)      |
| 21.06.2016 | Dalhem IF (V)              | 1:3                   | IF Brommapojkarna (III) |
| 22.06.2016 | Ytterhogdals IK (V)        | 7:1                   | Team TG FF (III)        |
| 27.06.2016 | Enhörna IF (VI)            | 2:3                   | Västerås SK (III)       |
| 28.07.2016 | IK Klockaretorpet (VII)    | 0:1                   | Smedby AIS (IV)         |
| 28.07.2016 | IFK Fjärås (V)             | 2:3                   | Torslanda IK (IV)       |
| 02.08.2016 | Österlen FF (V)            | 0:2                   | Kristianstad FC (III)   |
| 02.08.2016 | IF Viken (VI)              | 3:2                   | SK Sifhälla (VI)        |
| 02.08.2016 | IFK Tidaholm (V)           | 0:1                   | Lidköpings FK (IV)      |
| 03.08.2016 | Vimmerby IF (IV)           | 0:4                   | Oskarshamns AIK (III)   |
| 03.08.2016 | Härnösands FF (IV)         | 0:4                   | IFK Luleå (III)         |
| 03.08.2016 | Ronneby BK (VI)            | 1:2                   | Växjö BK (VI)           |
| 03.08.2016 | Kubikenborgs IF (V)        | 0:1                   | Söderhamns FF (IV)      |
| 03.08.2016 | Arameisk-Syrianska IF (IV) | 4:2                   | Akropolis IF (III)      |
| 03.08.2016 | Sandvikens IF (IV)         | 3:0                   | IK Brage (III)          |
| 03.08.2016 | Karlstad BK (IV)           | 3:2                   | BK Forward (III)        |
| 03.08.2016 | Vänersborgs IF (V)         | 0:1                   | Vänersborgs FK (IV)     |
| 03.08.2016 | IFK Falköping (V)          | 0:2                   | IK Gauthiod (IV)        |
| 03.08.2016 | Myresjö/Vetlanda FK (V)    | 0:5                   | Östers IF (III)         |
| 03.08.2016 | Eskilsminne IF (IV)        | 1:2 n. V.             | IFK Hässleholm (IV)     |
| 03.08.2016 | IFK Trelleborg (V)         | 1:1 n. V. (6:7 i. E.) | Torns IF (IV)           |
| 05.08.2016 | IFK Haninge (V)            | 3:4 n. V.             | BKV Norrtälje (IV)      |
| 15.08.2016 | Täby FK (V)                | 3:2                   | Boo FK (IV)             |

## 2. Runde
Teilnehmer: Die 32 Sieger der 1. Runde und alle Mannschaften der Allsvenskan 2016 und der Superettan 2016. Die Auslosung fand am 7. Juli 2016 statt.
| Datum      |                            | Ergebnis              |                         |
| ---------- | -------------------------- | --------------------- | ----------------------- |
| 24.08.2016 | IF Viken (VI)              | 0:9                   | Degerfors IF (II)       |
| 24.08.2016 | IFK Luleå (III)            | 0:2                   | AIK Solna (I)           |
| 24.08.2016 | Nyköpings BIS (III)        | 2:1                   | AFC United (II)         |
| 24.08.2016 | Ytterhogdals IK (V)        | 2:2 n. V. (4:2 i. E.) | Syrianska FC (II)       |
| 24.08.2016 | Torslanda IK (IV)          | 0:2                   | IFK Värnamo (II)        |
| 24.08.2016 | Gnosjö IF (V)              | 0:4                   | Helsingborgs IF (I)     |
| 24.08.2016 | Grebbestads IF (IV)        | 0:3                   | Kalmar FF (I)           |
| 24.08.2016 | Lidköpings FK (IV)         | 0:2                   | Trelleborgs FF (II)     |
| 24.08.2016 | Karlstad BK (IV)           | 0:4                   | Örebro SK (I)           |
| 24.08.2016 | Onsala BK (VI)             | 0:6                   | Ängelholms FF (II)      |
| 24.08.2016 | Smedby AIS (IV)            | 1:5                   | Djurgårdens IF (I)      |
| 24.08.2016 | Söderhamns FF (IV)         | 0:1                   | Gefle IF (I)            |
| 24.08.2016 | Sandvikens IF (IV)         | 1:2                   | Åtvidabergs FF (II)     |
| 24.08.2016 | Enskede IK (III)           | 0:3                   | IK Sirius (II)          |
| 24.08.2016 | Arameisk-Syrianska IF (IV) | 3:0                   | Assyriska FF (II)       |
| 24.08.2016 | IF Brommapojkarna (III)    | 4:2                   | IK Frej (II)            |
| 24.08.2016 | Östers IF (III)            | 0:3                   | GAIS Göteborg (II)      |
| 24.08.2016 | Utsiktens BK (III)         | 0:4                   | Falkenbergs FF (I)      |
| 24.08.2016 | Vänersborgs FK (IV)        | 2:0                   | Jönköpings Södra IF (I) |
| 24.08.2016 | Växjö BK (VI)              | 01:11                 | BK Häcken (I)           |
| 24.08.2016 | Gamla Upsala SK (IV)       | 1:2                   | Hammarby IF (I)         |
| 24.08.2016 | Västerås SK (III)          | 0:4                   | IFK Norrköping (I)      |
| 24.08.2016 | Täby FK (V)                | 0:2                   | Dalkurd FF (II)         |
| 25.08.2016 | FC Höllviken (III)         | 1:2 n. V.             | Örgryte IS (II)         |
| 25.08.2016 | Torns IF (IV)              | 1:3                   | Varbergs BoIS (II)      |
| 25.08.2016 | Kristianstad FC (III)      | 3:3 n. V. (3:2 i. E.) | Ljungskile SK (II)      |
| 25.08.2016 | IK Gauthiod (IV)           | 0:7                   | IF Elfsborg (I)         |
| 25.08.2016 | BKV Norrtälje (IV)         | 1:0                   | GIF Sundsvall (I)       |
| 25.08.2016 | Landskrona BoIS (III)      | 3:1                   | Malmö FF (I)            |
| 25.08.2016 | IFK Hässleholm (IV)        | 0:4                   | Halmstads BK (II)       |
| 06.09.2016 | Sollentuna FK (IV)         | 0:2                   | Östersunds FK (I)       |
| 13.10.2016 | Oskarshamns AIK (III)      | 0:6                   | IFK Göteborg (I)        |

## Gruppenphase
Für die Gruppenphase waren die 32 Sieger der zweiten Runde qualifiziert. Die Auslosung fand am 19. November 2014 statt. Dabei waren die 16 bestplatzierten Mannschaften der letzten Saison als Gruppenerste und -zweite gesetzt, während die restlichen 16 ihnen zugelost wurden. Die Spiele wurden vom 18. Februar bis zum 5. März 2017 ausgetragen. In der Klammer ist die jeweilige Ligaebene angegeben, in der der Verein in der Saison 2016 spielte.

### Gruppe 1
| Datum      |                 | Ergebnis |                 |
| ---------- | --------------- | -------- | --------------- |
| 18.02.2017 | Kristianstad FC | 1:3      | Dalkurd FF      |
| 19.02.2017 | AIK Solna       | 1:0      | GAIS Göteborg   |
| 25.02.2017 | Kristianstad FC | 0:3      | AIK Solna       |
| 25.02.2017 | Dalkurd FF      | 2:2      | GAIS Göteborg   |
| 05.03.2017 | GAIS Göteborg   | 1:2      | Kristianstad FC |
| 05.03.2017 | AIK Solna       | 0:0      | Dalkurd FF      |

| Pl. | Verein                | Sp. | S | U | N | Tore    | Diff. | Punkte |
| --- | --------------------- | --- | - | - | - | ------- | ----- | ------ |
| 1.  | AIK Solna (I)         | 3   | 2 | 1 | 0 | 004:000 | +4    | 07     |
| 2.  | Dalkurd FF (II)       | 3   | 1 | 2 | 0 | 003:100 | +2    | 05     |
| 3.  | Kristianstad FC (III) | 3   | 1 | 0 | 2 | 003:700 | −4    | 03     |
| 4.  | GAIS Göteborg (II)    | 3   | 0 | 1 | 2 | 003:500 | −2    | 01     |

### Gruppe 2
| Datum      |                | Ergebnis |                |
| ---------- | -------------- | -------- | -------------- |
| 18.02.2017 | Vänersborgs FK | 2:2      | Halmstads BK   |
| 19.02.2017 | IFK Norrköping | 1:1      | Örgryte IS     |
| 25.02.2017 | Vänersborgs FK | 2:2      | IFK Norrköping |
| 25.02.2017 | Halmstads BK   | 4:0      | Örgryte IS     |
| 04.03.2017 | Örgryte IS     | 1:3      | Vänersborgs FK |
| 04.03.2017 | IFK Norrköping | 7:0      | Halmstads BK   |

| Pl. | Verein              | Sp. | S | U | N | Tore    | Diff. | Punkte |
| --- | ------------------- | --- | - | - | - | ------- | ----- | ------ |
| 1.  | IFK Norrköping (I)  | 3   | 1 | 2 | 0 | 010:300 | +7    | 05     |
| 2.  | Vänersborgs FK (IV) | 3   | 1 | 2 | 0 | 007:500 | +2    | 05     |
| 3.  | Halmstads BK (I)    | 3   | 1 | 1 | 1 | 006:900 | −3    | 04     |
| 4.  | Örgryte IS (II)     | 3   | 0 | 1 | 2 | 002:800 | −6    | 01     |

### Gruppe 3
| Datum      |                       | Ergebnis |                       |
| ---------- | --------------------- | -------- | --------------------- |
| 18.02.2017 | IFK Göteborg          | 3:2      | Ljungskile SK         |
| 19.02.2017 | Arameisk-Syrianska IF | 0:5      | IK Sirius             |
| 25.02.2017 | IK Sirius             | 2:0      | Ljungskile SK         |
| 26.02.2017 | IFK Göteborg          | 6:0      | Arameisk-Syrianska IF |
| 04.02.2017 | Ljungskile SK         | 2:0      | Arameisk-Syrianska IF |
| 04.03.2017 | IFK Göteborg          | 2:2      | IK Sirius             |

| Pl. | Verein                      | Sp. | S | U | N | Tore    | Diff. | Punkte |
| --- | --------------------------- | --- | - | - | - | ------- | ----- | ------ |
| 1.  | IFK Göteborg (I)            | 3   | 2 | 1 | 0 | 011:400 | +7    | 07     |
| 2.  | IK Sirius (II)              | 3   | 2 | 1 | 0 | 009:200 | +7    | 07     |
| 3.  | Ljungskile SK (III)         | 3   | 1 | 0 | 2 | 004:500 | −1    | 03     |
| 4.  | Arameisk-Syrianska IF (III) | 3   | 0 | 0 | 3 | 000:130 | −13   | 0      |

### Gruppe 4
| Datum      |                 | Ergebnis |                 |
| ---------- | --------------- | -------- | --------------- |
| 18.02.2017 | Ytterhogdals IK | 0:3      | Falkenbergs FF  |
| 19.02.2017 | IF Elfsborg     | 2:2      | IFK Värnamo     |
| 25.02.2017 | Falkenbergs FF  | 1:1      | IFK Värnamo     |
| 26.02.2017 | Ytterhogdals IK | 0:3      | IF Elfsborg     |
| 05.03.2017 | IFK Värnamo     | 1:0      | Ytterhogdals IK |
| 05.03.2017 | IF Elfsborg     | 6:1      | Falkenbergs FF  |

| Pl. | Verein              | Sp. | S | U | N | Tore    | Diff. | Punkte |
| --- | ------------------- | --- | - | - | - | ------- | ----- | ------ |
| 1.  | IF Elfsborg (I)     | 3   | 2 | 1 | 0 | 011:300 | +8    | 07     |
| 2.  | IFK Värnamo (II)    | 3   | 1 | 2 | 0 | 004:300 | +1    | 05     |
| 3.  | Falkenbergs FF (II) | 3   | 1 | 1 | 1 | 005:700 | −2    | 04     |
| 4.  | Ytterhogdals IK (V) | 3   | 0 | 0 | 3 | 000:700 | −7    | 0      |

### Gruppe 5
| Datum      |                 | Ergebnis |                 |
| ---------- | --------------- | -------- | --------------- |
| 19.02.2017 | Kalmar FF       | 1:1      | Trelleborgs FF  |
| 19.02.2017 | Landskrona BoIS | 2:1      | Gefle IF        |
| 26.02.2017 | Gefle IF        | 1:2      | Trelleborgs FF  |
| 26.02.2017 | Landskrona BoIS | 2:2      | Kalmar FF       |
| 04.03.2017 | Trelleborgs FF  | 2:1      | Landskrona BoIS |
| 04.03.2017 | Kalmar FF       | 3:0      | Gefle IF        |

| Pl. | Verein                | Sp. | S | U | N | Tore    | Diff. | Punkte |
| --- | --------------------- | --- | - | - | - | ------- | ----- | ------ |
| 1.  | Trelleborgs FF (II)   | 3   | 2 | 1 | 0 | 005:300 | +2    | 07     |
| 2.  | Kalmar FF (I)         | 3   | 1 | 2 | 0 | 006:300 | +3    | 05     |
| 3.  | Landskrona BoIS (III) | 3   | 1 | 1 | 1 | 005:500 | ±0    | 04     |
| 4.  | Gefle IF (II)         | 3   | 0 | 0 | 3 | 002:700 | −5    | 0      |

### Gruppe 6
| Datum      |                   | Ergebnis |                   |
| ---------- | ----------------- | -------- | ----------------- |
| 17.02.2017 | IF Brommapojkarna | 3:0      | Helsingborgs IF   |
| 20.02.2017 | Djurgårdens IF    | 1:2      | Degerfors IF      |
| 26.02.2017 | Helsingborgs IF   | 2:3      | Degerfors IF      |
| 27.02.2017 | IF Brommapojkarna | 1:1      | Djurgårdens IF    |
| 04.03.2017 | Djurgårdens IF    | 1:0      | Helsingborgs IF   |
| 07.03.2017 | Degerfors IF      | 1:4      | IF Brommapojkarna |

| Pl. | Verein                 | Sp. | S | U | N | Tore    | Diff. | Punkte |
| --- | ---------------------- | --- | - | - | - | ------- | ----- | ------ |
| 1.  | IF Brommapojkarna (II) | 3   | 2 | 1 | 0 | 008:200 | +6    | 07     |
| 2.  | Degerfors IF (II)      | 3   | 2 | 0 | 1 | 006:700 | −1    | 06     |
| 3.  | Djurgårdens IF (I)     | 3   | 1 | 1 | 1 | 003:300 | ±0    | 04     |
| 4.  | Helsingborgs IF (II)   | 3   | 0 | 0 | 3 | 002:700 | −5    | 0      |

### Gruppe 7
| Datum      |               | Ergebnis |               |
| ---------- | ------------- | -------- | ------------- |
| 18.02.2017 | Nyköpings BIS | 2:3      | Hammarby IF   |
| 18.02.2017 | Östersunds FK | 2:1      | Varbergs BoIS |
| 25.02.2017 | Nyköpings BIS | 1:5      | Östersunds FK |
| 26.02.2017 | Hammarby IF   | 3:3      | Varbergs BoIS |
| 05.03.2017 | Varbergs BoIS | 1:1      | Nyköpings BIS |
| 05.03.2017 | Östersunds FK | 1:0      | Hammarby IF   |

| Pl. | Verein             | Sp. | S | U | N | Tore    | Diff. | Punkte |
| --- | ------------------ | --- | - | - | - | ------- | ----- | ------ |
| 1.  | Östersunds FK (I)  | 3   | 3 | 0 | 0 | 008:200 | +6    | 09     |
| 2.  | Hammarby IF (II)   | 3   | 1 | 1 | 1 | 006:600 | ±0    | 04     |
| 3.  | Varbergs BoIS (I)  | 3   | 0 | 2 | 1 | 005:600 | −1    | 02     |
| 4.  | Nyköpings BIS (II) | 3   | 0 | 1 | 2 | 004:900 | −5    | 01     |

### Gruppe 8
| Datum      |                | Ergebnis |                |
| ---------- | -------------- | -------- | -------------- |
| 18.02.2017 | BKV Norrtälje  | 0:4      | BK Häcken      |
| 18.02.2017 | Örebro SK      | 1:1      | Åtvidabergs FF |
| 25.02.2017 | BK Häcken      | 3:1      | Åtvidabergs FF |
| 25.02.2017 | BKV Norrtälje  | 0:5      | Örebro SK      |
| 05.03.2017 | Örebro SK      | 1:1      | BK Häcken      |
| 05.03.2017 | Åtvidabergs FF | 6:0      | BKV Norrtälje  |

| Pl. | Verein              | Sp. | S | U | N | Tore    | Diff. | Punkte |
| --- | ------------------- | --- | - | - | - | ------- | ----- | ------ |
| 1.  | BK Häcken (I)       | 3   | 2 | 1 | 0 | 008:200 | +6    | 07     |
| 2.  | Örebro SK (I)       | 3   | 1 | 2 | 0 | 007:200 | +5    | 05     |
| 3.  | Åtvidabergs FF (II) | 3   | 1 | 1 | 1 | 008:400 | +4    | 04     |
| 4.  | BKV Norrtälje (IV)  | 3   | 0 | 0 | 3 | 000:150 | −15   | 0      |

## Finalrunde

### Rangliste der Gruppensieger
| Pl. | Verein                 | Sp. | S | U | N | Tore    | Diff. | Punkte |
| --- | ---------------------- | --- | - | - | - | ------- | ----- | ------ |
| 1.  | Östersunds FK (I)      | 3   | 3 | 0 | 0 | 008:200 | +6    | 09     |
| 2.  | IF Elfsborg (I)        | 3   | 2 | 1 | 0 | 011:300 | +8    | 07     |
| 3.  | IFK Göteborg (I)       | 3   | 2 | 1 | 0 | 011:400 | +7    | 07     |
| 4.  | BK Häcken (I)          | 3   | 2 | 1 | 0 | 008:200 | +6    | 07     |
| 5.  | IF Brommapojkarna (II) | 3   | 2 | 1 | 0 | 008:200 | +6    | 07     |
| 6.  | AIK Solna (I)          | 3   | 2 | 1 | 0 | 004:000 | +4    | 07     |
| 7.  | Trelleborgs FF (II)    | 3   | 2 | 1 | 0 | 005:300 | +2    | 07     |
| 8.  | IFK Norrköping (I)     | 3   | 1 | 2 | 0 | 010:300 | +7    | 05     |

Platzierungskriterien: 1. Punkte – 2. Tordifferenz – 3. geschossene Tore – 4. Ligaplatzierung

### Viertelfinale
Für das Viertelfinale qualifizierten sich die acht Gruppensieger. Die Auslosung fand am 5. März 2017 statt. Dabei waren die besten vier Gruppensieger gesetzt, während die anderen vier ihnen zugelost wurden. In der Klammer ist die jeweilige Ligaebene angegeben, in der der Verein in der Saison 2016 spielte.
| Datum      |                   | Ergebnis |                        |
| ---------- | ----------------- | -------- | ---------------------- |
| 11.03.2017 | Östersunds FK (I) | 4:1      | Trelleborgs FF (II)    |
| 11.03.2017 | IFK Göteborg (I)  | 1:2      | IFK Norrköping (I)     |
| 12.03.2017 | IF Elfsborg (I)   | 1:2      | IF Brommapojkarna (II) |
| 12.03.2017 | BK Häcken (I)     | 3:0      | AIK Solna (I)          |

### Halbfinale
Für das Halbfinale qualifizierten sich die vier Sieger des Viertelfinales. Die Auslosung fand gleichzeitig mit der des Viertelfinales am 5. März 2017 statt. Die Spiele wurden am 18. und 19. März 2017 ausgetragen. In der Klammer ist die jeweilige Ligaebene angegeben, in der der Verein in der Saison 2016 spielte.
| Datum      |                    | Ergebnis |                        |
| ---------- | ------------------ | -------- | ---------------------- |
| 18.03.2017 | BK Häcken (I)      | 1:3      | Östersunds FK (I)      |
| 19.03.2017 | IFK Norrköping (I) | 4:0      | IF Brommapojkarna (II) |

### Finale
| Paarung        | Östersunds FK – IFK Norrköping |
| Ergebnis       | 4:1 (2:0) |
| Datum          | 13. April 2017 |
| Stadion        | Jämtkraft Arena, Östersund |
| Zuschauer      | 8.369 |
| Schiedsrichter | Mohammed al-Hakim |
| Tore           | 1:0 Sam Mensiro (9.) 2:0 Hosam Aiesh (18.) 2:1 Linus Wahlqvist (54.) 3:1 Alhaji Gero (83.) 4:1 Saman Ghoddos (86.) |
| Östersunds FK  | Aly Keita – Sam Mensiro, Douglas Berqvist, Tom Pettersson, Dennis Widgren – Hosam Aiesh (66. Sotirios Papagiannopoulus), Brwa Nouri , Curtis Edwards, Ken Sema – Alhaji Gero (90.+2' Jamie Hopcutt), Saman Ghoddos (90. Tim Björkström) Cheftrainer: Graham Potter ( England) |
| IFK Norrköping | Michael Langer – Linus Wahlqvist, Eric Smith, Andreas Johansson, Christopher Telo – Daniel Sjölund, Filip Dagerstal (79. Andreas Hadenius), Nicklas Bärkroth, Niclas Eliasson (75. Guðmundur Þórarinsson) – Karl Holmberg, Sebastian Andersson Cheftrainer: Jens Gustafsson   |
| Gelbe Karten   | Gero (83.) – Wahlqvist (34.), Holmberg (45.) |